# Fire in the Booth, Pt. 1
Fire in the Booth Pt.1 è un singolo del rapper statunitense Pop Smoke pubblicato il 24 novembre 2019.

## Tracce
1. Fire in the Booth Pt.1 – 3:45